# Dvorac Hever
 Ovo je članak o dvorcu Hever. Za druga značenja pogledajte Hever (razdvojba).
Dvorac Hever (engleski: ˈhiːvə kăs′əl) nalazi se u mjestu Hever u Kentu, u neposrednoj blizini Edenbridgea, 48 kilometara jugoistočno od Londona u Engleskoj. U drugoj polovici 13. stoljeća je izgrađen kao ladanjska kuća da bi od 1462. do 1539. godine prešla u posjed obitelji Boleyn (izvorno Bullen).
Anne Boleyn, druga supruga kralja Henrika VIII., te kraljica Engleske i majka Elizabete I., u dvorcu je provela dio svoje mladosti. Dvorac je 1505. godine,  nakon smrti svoga oca Sir William Boleyna, naslijedio njezin otac Thomas Boleyn, poznati diplomata i miljenik kralja Henrika VII. Kasnije je dvorac prešao u posjed četvrte supruge kralja Henrika VIII. Ane od Klevea. Dvorac je sada otvoren za javnost kao turistička atrakcija.

## Etimologija
Dvorac je dobio naziv po selu "Hever", koje je to ime dobilo po obitelji Hever koje se prvi put spominje u saksonskoj povelji iz 814. godine, gdje se pojavljuje kao Heanyfre; a značilo je visoki rub.

## Povijest
Povijest dvorca Hever, koja traje više od 700 godina, bogata je i raznolika. Dvorac je prolazio kroz tri perioda svoga razvoja. Izvorni srednjovjekovni obrambeni dvorac, s kapijom i zidom, izgrađen je 1270. godine. Tada je bio u vlasništvu James Fiennesa, I. Barona od Saye i Sele.
Osnovna značajka izvornog zamka je nasip koji tvori bazično mjesto na kojemu je sagrađen dvorac te njegovi vanjski zidovi. Godine 1271. izdana je dozvola za utvrđivanje (engleski: Licence to crenellate ili Licence to fortify) nakon čega je građevina ojačana zidovima od kamena i vapna, te je konačno dobila izgled utvrde. Originalna građevina bila je pravokutna dvorana izgrađena od drveta, prostorno oblikovana od tri podužno oformljena rastera sa središnjim ognjištem i podijem na jednom kraju. Oko dvorane su bili formirani razni prateći objekti; kuhinja, ostave, žitnica, staje, mljekara, mesnica i radionice.
U 15. i 16. stoljeću bio je dom obitelji Boleyn, jedne od najmoćnijih u državi, koja je unutar zidina dala izgraditi Tudor krilo u kojem je boravio Henrik VIII.
Dvorac je bio dom u kojem je Anne Boleyn, nakon povratka iz Francuske 1521. godine provela dio svoje mladosti, te kasnije postala druga supruga kralja Henrika VIII., da bi bila engleskom kraljicom samo 1000 dana. Henrikova ljubav prema Anne i njezino inzistiranje da postane njegova supruga, odbivši da bude ljubavnica, doveli su do toga da se kralj odrekao katoličanstva i Uredbom o prvenstvu (eng. Act of Supremacy) iz 1534. stvorio englesku crkvu.
Dvorac je, nakon što je bio u vlasništvu četvrte žene Henrika VIII., Ane od Klevea, od 1557. nadalje mijenjao vlasništvo između brojnih obitelji, uključujući Waldegraves, Humphreys i Meade Waldos.

## Moderna vremena
Vremenom, dvorac je postupno propadao prije nego što ga je 27. srpnja 1903. godine kupio William Waldorf Astor (31. ožujka 1848. – 18. listopada 1919.) zajedno s imanjem od preko 3500 hektara. Astor je uložio puno vremena i novca u obnovu dvorca, izgradivši ono što je postalo poznato kao "selo Tudor", te stvorivši jezero i raskošne vrtove. Također je dodao Talijanski vrt uključujući Fernery (prostor za uzgoj papratnjače) gdje je prikazao svoju kolekciju kipova i ukrasa. U dvorcu Hever su mu bogatstvo i vizija omogućili da stvori raskošan obiteljski dom - Asror krilo
, koji je također stvorio ugođaj njegovoj strasti prema povijesti. Vremenom je dvorac postao turistička atrakcija gdje se može rezervirati spavanje s doručkom.